# 올드 노스 교회

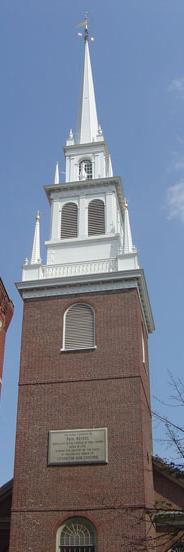
올드 노스 교회

올드 노스 교회(Old North Church)는 미국 매사추세츠주 보스턴 노스엔드에 있는 미국 성공회 매사추세츠 교구 소속 교회이다. 주말 예배는 매주 일요일 오전 9시부터 11시에서 2회 실시되고있다. 관광객도 참가 가능하다. 또한, 관광객은 매일 오전 9시부터 오후 5시까지 견학도 가능하다.